# André Vianco
André Ferreira da Silva, conhecido pelo pseudônimo André Vianco (São Paulo, 10 de janeiro de 1975), é um romancista, roteirista e diretor de cinema e de televisão brasileiro. Especializado em literatura de terror, sobrenatural, de baixa fantasia e vampiresca, alcançou a fama em 1999 com o romance Os Sete, tornando-se um best-seller. 
De acordo com dados de 2016, seus livros já venderam mais de um milhão de exemplares. Em 2018 foi considerado, junto a Max Mallmann, Raphael Draccon e Eduardo Spohr, como um dos principais autores brasileiros de fantasia do século XXI.

## Biografia
André Vianco nasceu em São Paulo em 10 de janeiro de 1975, mas foi criado na cidade vizinha de Osasco. Seu sobrenome verdadeiro é Silva, sendo "Vianco" um pseudônimo adotado por ele para conectar sua literatura à cidade em que cresceu, homenageando a Dona Primitiva Vianco, mulher que deu nome a uma das principais ruas do centro de Osasco. Vianco sempre foi fã de filmes e literatura de terror, e cita Stephen King, Musashi de Eiji Yoshikawa, Edgar Allan Poe, as Crônicas Vampirescas de Anne Rice, Henry James, Victor Hugo e antigos gibis dos Contos da Cripta como algumas de suas leituras favoritas e maiores influências.
Começou a carreira trabalhando como redator para o departamento de jornalismo da Rádio Jovem Pan, permanecendo lá por dois anos, e também tinha um emprego de meio-período em uma empresa de cartões de crédito. Publicou por conta própria seu romance de estreia, O Senhor da Chuva, em 1998.
Depois de ter sido demitido de seu emprego na empresa de cartões de crédito, Vianco utilizou o dinheiro de seu FGTS para publicar, com uma tiragem de mil cópias, aquele que se tornaria seu primeiro best-seller, Os Sete, em 1999. Ambientado na cidade litorânea fictícia de Amarração, Rio Grande do Sul, o livro conta a história de um grupo de sete vampiros de Portugal do século XVI, despertos de seu sono profundo no Brasil do fim do século XX após seus corpos serem encontrados por dois mergulhadores numa nau afundada. Sucesso de crítica e de vendas, já vendeu mais de 50.000 exemplares em dados de 2008. O livro chamou a atenção da editora Novo Século, que o reeditou um ano depois e foi responsável por publicar muitas das obras subsequentes de Vianco. Os Sete foi seguido por Sétimo e pela trilogia O Turno da Noite, e pela prequela em quadrinhos Vampiros do Rio Douro, em dois volumes. Em 2009, para celebrar o 10º aniversário da publicação de Os Sete, o próprio Vianco escreveu e dirigiu um piloto televisivo em três partes inspirado na trilogia O Turno da Noite, que nunca ganhou uma série de TV até então.
Em 2012 juntou-se a Davi "Deivs" Mello e ao ilustrador Denilson Santtos para adaptar O Turno da Noite aos quadrinhos; a primeira parte, Escuridão Eterna, saiu em meio a críticas mistas.
Depois de publicar os thrillers sobrenaturais A Casa e Sementes no Gelo em 2002, voltou à ficção vampiresca com Bento em 2003, primeiro livro da série O Vampiro-Rei; foi seguido por A Bruxa Tereza (2004) e Cantarzo (2005), e pela série de prequelas As Crônicas do Fim do Mundo – a primeira parte, A Noite Maldita, foi lançada em 2013; a segunda, À Deriva, foi anunciada por Vianco em seu site oficial em fevereiro de 2019.
Em 2010, depois de muitos anos com a Novo Século, Vianco assinou com a Editora Rocco para lançar O Caso Laura, que saiu no ano seguinte. Também pela Rocco publicou a série de livros infantis Meus Queridos Monstrinhos, que desde 2014 já tem três volumes. Em 2015 lançou pelo selo Calíope da Giz Editorial Estrela da Manhã.
Em 2016 Vianco assinou com a Editora Aleph para relançar todos os seus trabalhos antigos. No mesmo ano publicou seu primeiro romance de ficção científica, Dartana, pelo selo Fábrica231 da Rocco. Em 29 de maio de 2017, Vianco anunciou em sua página no Facebook que o acordo com a Aleph veio a ser cancelado por razões não especificadas, e que suas obras anteriores seriam eventualmente relançadas pela LeYa Brasil. Também pela LeYa publicou seu décimo-sétimo romance (e vigésima-terceira obra literária como um todo), Penumbra, em 31 de outubro de 2017.
Em 2022, o escritor assinou com a Editora Citadel, que então passará a publicar seus livros, já tendo relançado até a presente data, Bento (livro um da Saga Vampiro Rei) e O Senhor da Chuva.
Vianco atualmente vive em Osasco, com sua esposa Marisa Samogin e três filhas.

### Filmes
Ao lado de Wanda Nogueira codirigiu o curta-metragem A Flor em 2006 (escrito por Marisa Samogin e inspirado no conto de Carlos Drummond de Andrade "Flor, Telefone, Moça"), e também dirigiu A Última Partida em 2007 (inspirado num conto dele próprio) e Saia do Meu Quarto em 2012 (escrito por Estêvão Ribeiro). Todos os três foram produzidos pela Criamundos, uma produtora de filmes independente fundada por Vianco e Samogin em 2006. Numa entrevista de 2008 afirmou estar envolvido numa adaptação para o cinema de A Casa, que estava em pré-produção, mas desde então nenhuma outra informação sobre o projeto surgiu. Na mesma entrevista disse estar planejando adaptações de Os Sete e Bento também.

### Romances

#### Os Sete
- 2000 - Os Sete[nota 1]
- 2002 - Sétimo[nota 2][23]

#### Saga O Vampiro-Rei
- 2003 - Bento[nota 3]
- 2004 - A Bruxa Tereza[nota 4]
- 2005 - Cantarzo[nota 5]

#### O Turno da Noite
- 2006 - O Turno da Noite, Vol. 1: Os Filhos de Sétimo (Novo Século Editora)
- 2006 - O Turno da Noite, Vol. 2: Revelações (Novo Século Editora)
- 2007 - O Turno da Noite, Vol. 3: O Livro de Jó (Novo Século Editora)

#### As Crônicas do Fim do Mundo (prequela daSaga O Vampiro-Rei)
- 2013 - As Crônicas do Fim do Mundo, Vol. 1: A Noite Maldita (Novo Século Editora)
- 2023 - As Crônicas do Fim do Mundo, Vol. 2: À Deriva (Lucens Editora)[24]

#### Livros individuais
- 2000 - Sementes no Gelo (Independente; relançado em 2002 pela Novo Século Editora)
- 2001 - O Senhor da Chuva (Novo Século Editora; relançado em 2022 pela Editora Citadel)
- 2002 - A Casa (Novo Século Editora)
- 2008 - O Caminho do Poço das Lágrimas (Novo Século Editora)
- 2011 - O Caso Laura (Editora Rocco)
- 2015 - Estrela da Manhã (Calíope/Giz Editorial)
- 2016 - Dartana (Fábrica231)
- 2017 - Penumbra (Leya)
- 2021 - Ao meu Redor (publicado exclusivamente em audiobook pela Storytel)[25]
- 40 Luas (a ser publicado)

### Histórias em Quadrinhos
- 2007 - Vampiros do Rio Douro, Vol. 1 (Novo Século Editora; com desenhos de Rodrigo Santana)
- 2007 - Vampiros do Rio Douro, Vol. 2 (Novo Século Editora; com desenhos de Rodrigo Santana)
- 2012 - O Turno da Noite: Escuridão Eterna (Novo Século Editora; com desenhos de Santtos)

### Livros Infantis (ColeçãoMeus Queridos Monstrinhos)
- 2013 - Zumbi: O Terrível Ataque das Rãs do Nepal (Editora Rocco)
- 2014 - Bruxa: Um Feriado Assombroso na Floresta (Editora Rocco)
- 2014 - Vampiro: Uma Tenebrosa Noite de Sustos, Doces e Travessuras (Editora Rocco)

### Participações em antologias
- Visões de São Paulo (Tarja, 2006), com o conto O Manto.
- Amor Vampiro (Giz Editorial, 2008)
- Antologia Sombria (Editora Empíreo, 2017), organizador
- O Corvo, um Livro Colaborativo (Editora Empíreo, 2017)
- O Lado Sombrio do Sítio (Editora Lura, 2019), com o conto Pirlimpimpim.